# Marius Bear
Marius Bear, właśc. Marius Hügli (ur. 21 kwietnia 1993 w Appenzel) – szwajcarski piosenkarz i autor tekstów. Reprezentant Szwajcarii z utworem „Boys Do Cry” w 66. Konkursie Piosenki Eurowizji (2022).

## Życiorys
Studiował na kierunku mechanika budowlanego. Jak podkreśla w wywiadach, talent do śpiewania odkrył w wieku 22 lat podczas obowiązkowej służby wojskowej w armii szwajcarskiej. W 2016 podjął decyzję o odbyciu trasy koncertowej w Niemczech i Szwajcarii jako muzyk uliczny. Rok później zamieszkał w Wielkiej Brytanii, gdzie studiował produkcję muzyczną na BIMM Institute w Londynie, a jednocześnie brał udział w szeregu sesji ze znanymi autorami piosenek. W 2019 wydał debiutancki album pt. Not Loud Enough oraz zdobył nagrodę dla najlepszego talentu na Swiss Music Awards. W 2020 opublikował w sieci cover piosenki Whitney Houston „I Wanna Dance With Somebody”, który to wcześniej zaśpiewał w programie telewizyjnym I Can See Your Voice. 
8 marca 2022 szwajcarski nadawca publiczny SRG SSR ogłosił go reprezentantem kraju z utworem „Boys Do Cry” w 66. Konkursie Piosenki Eurowizji (2022) w Turynie.  10 maja wystąpił jako czwarty w kolejności w pierwszym półfinale konkursu i z dziewiątego miejsca zakwalifikował się do finału, który został rozegrany 14 maja. Wystąpił w nim z piątym numerem startowym i zajął 17. miejsce po zdobyciu 78 punktów w tym 0 punktów od telewidzów (25. miejsce) i 78 pkt od jurorów (12. miejsce).

## Dyskografia

### Albumy studyjne
| Rok  | Album | Najwyższa pozycja na liście |
| Rok  | Album | SWI                         |
| ---- | --- | --------------------------- |
| 2019 | Not Loud Enough - Wydany: 13 grudnia 2019 - Wytwórnia: Hi-Tea - Format: digital download, media strumieniowe | 20                          |
| 2022 | Boys Do Cry - Wydany: 25 marca 2022 - Wytwórnia: Hi-Tea - Format: digital download, media strumieniowe       | 5                           |

### EP-ki
| Rok  | Album | Najwyższa pozycja na liście |
| Rok  | Album | SWI                         |
| ---- | --- | --------------------------- |
| 2018 | Sanity - Wydany: 13 lipca 2018 - Wytwórnia: wydanie własne - Format: digital download, media strumieniowe | 36                          |

### Single

#### Jako główny artysta
| Rok                                                      | Tytuł                                                      | Najwyższe pozycje na listach | Najwyższe pozycje na listach | Najwyższe pozycje na listach | Najwyższe pozycje na listach | Album           |
| Rok                                                      | Tytuł                                                      | SWI                          | NLD                          | LTU                          | UK Down.                     | Album           |
| -------------------------------------------------------- | ---------------------------------------------------------- | ---------------------------- | ---------------------------- | ---------------------------- | ---------------------------- | --------------- |
| 2017                                                     | „I'm a Man”                                                | –                            | –                            | –                            | –                            | –               |
| 2018                                                     | „Roots”                                                    | –                            | –                            | –                            | –                            | Sanity (EP)     |
| 2018                                                     | „Sanity”                                                   | –                            | –                            | –                            | –                            | Sanity (EP)     |
| 2018                                                     | „Remember Me”                                              | –                            | –                            | –                            | –                            | Sanity (EP)     |
| 2019                                                     | „My Crown”                                                 | –                            | –                            | –                            | –                            | Not Loud Enough |
| 2019                                                     | „Street”                                                   | –                            | –                            | –                            | –                            | –               |
| 2019                                                     | „Blood of My Heartbeat”                                    | –                            | –                            | –                            | –                            | Not Loud Enough |
| 2019                                                     | „Come What May”                                            | –                            | –                            | –                            | –                            | Not Loud Enough |
| 2019                                                     | „Not Loud Enough”                                          | –                            | –                            | –                            | –                            | Not Loud Enough |
| 2020                                                     | „Now or Never”                                             | –                            | –                            | –                            | –                            | –               |
| 2020                                                     | „I Wanna Dance with Somebody (Who Loves Me)”               | –                            | –                            | –                            | –                            | Boys Do Cry     |
| 2021                                                     | „High Notes”                                               | –                            | –                            | –                            | –                            | Boys Do Cry     |
| 2021                                                     | „Heart on Your Doorstep”                                   | –                            | –                            | –                            | –                            | Boys Do Cry     |
| 2021                                                     | „Waiting on the World to Change” (gościnnie: Pat Burgener) | –                            | –                            | –                            | –                            | –               |
| 2021                                                     | „Roses”                                                    | –                            | –                            | –                            | –                            | Boys Do Cry     |
| 2021                                                     | „Evergreen”                                                | –                            | –                            | –                            | –                            | Boys Do Cry     |
| 2022                                                     | „Boys Do Cry”                                              | 32                           | –                            | 45                           | 60                           | Boys Do Cry     |
| „–” oznacza, że singel nie był notowany na danej liście. |                                                            |                              |                              |                              |                              |                 |